# Кожљевец
Кожљевец (словен. Kožljevec) је мало насеље у брдима северно од Полица општина Гросупље у централној Словенији покрајина Долењска. Општина припада регији Средишња Словенија.
Налази се на надморској висини 492,4 м, површине 1,52 км². Приликом пописа становништва 2002. године насеље је имало 25 становника.

## Културно наслеђе
Мала капела на раскрсници пута посвећена Мајци Божијој, датира из 1910. године.